# 長征一號運載火箭
长征一号运载火箭是中华人民共和国于1965年下半年开始基于东风三号远程弹道导弹研制的第一枚国产運載火箭，成功将中国的第一颗人造地球卫星——东方红一号，送入近地轨道，使中国成为继苏、美、法、日后第五个能够独立发射人造地球卫星的国家，从此跻身于世界航天大国的行列，为长征系列后续火箭的研制积累了宝贵的经验。
新研制的航天火箭为中国国产的首枚三级火箭。火箭的一、二级采用东风四号远程弹道导弹，第三级使用新投入生产的FG-02固体火箭发动机。
1970年4月24日，将中国第一颗人造地球卫星，东方红一号成功送入太空。该火箭共进行兩次卫星发射，兩次均成功，成功率达100％，另外一次发射时间为1971年。

## 衍生型号
长征一号1970年和1971年的顺利发射给中国的航天技术人员增添了信心，1971年成功发射新研制的东风五号洲际弹道导弹。在东风五号洲际弹道导弹的基础上又生产出风暴一号航天火箭、长征二号系列火箭、长征三号系列火箭和长征四号系列火箭。这三个系列成为中国航天工程的骨干运载火箭，而长征一号系列火箭的研究与发展工作被搁置，直至1980年代才开始研讨长征一号的改进型号。
1990年代初，中国运载火箭技术研究院再次把长征一号的改进课题搬到了研讨桌上，提出了长征一号丁（简作长一丁，CZ-1D）。方案中提到将长一丙工程的硕果，新研制的四氧化二氮+偏二甲肼液体第三级发动机YF-40，作为长一丁的第二级。第一级保留不變，第三级使用FG-36固体发动机。1995年首发成功，2002年最后发射。虽然长一丁有740千克的近地能力和440千克的地同步能力，但因长一丁的几次任务均为亚轨道试验任务，所以还不能算作航天火箭任务。截至退役仍未进行外太空航天的轨道运载任务。

## 展出
長征一號在2017年6月29日至7月2日中國航空科技展於香港維多利亞公園展出
。

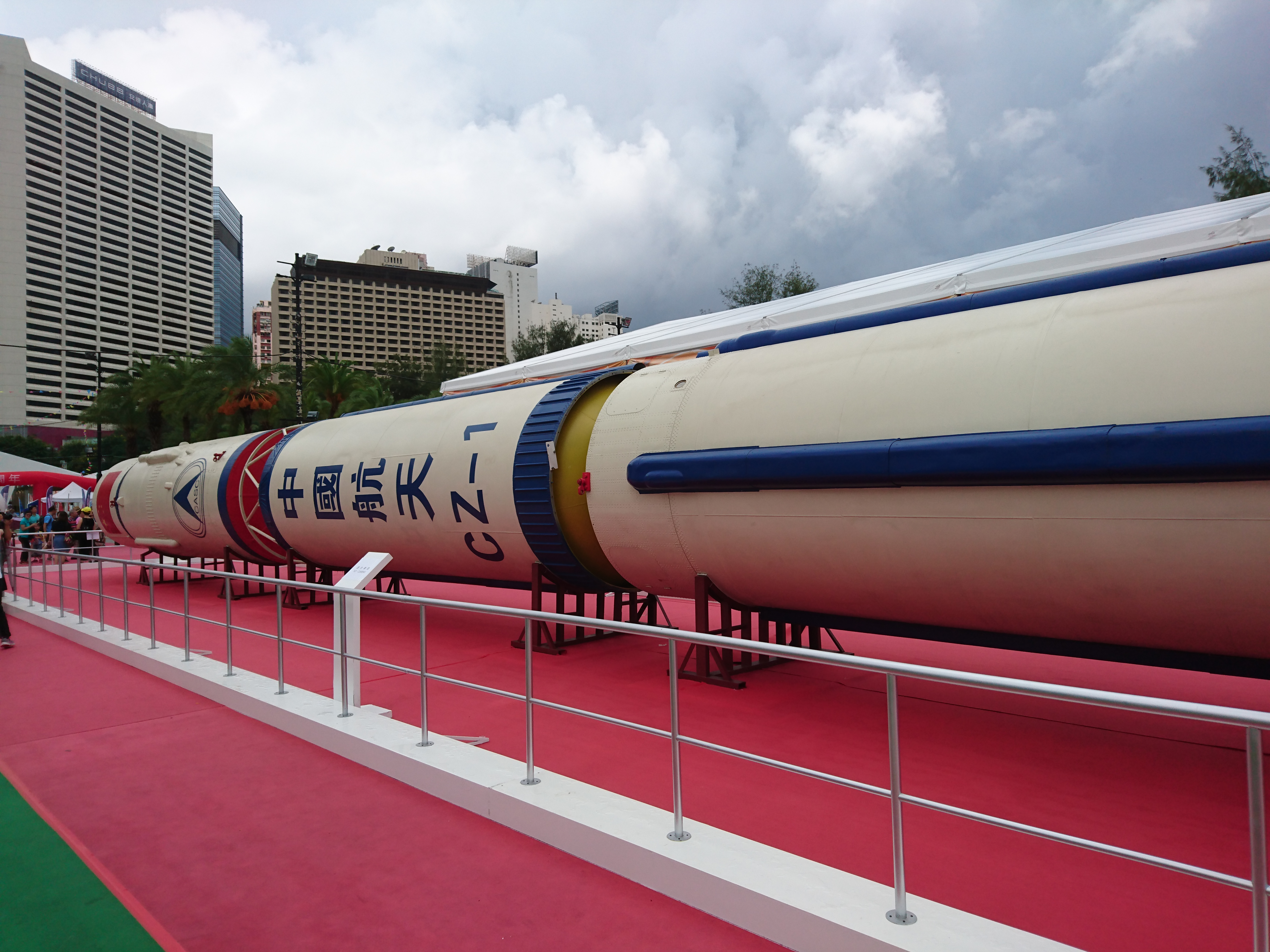
長征一號前半段
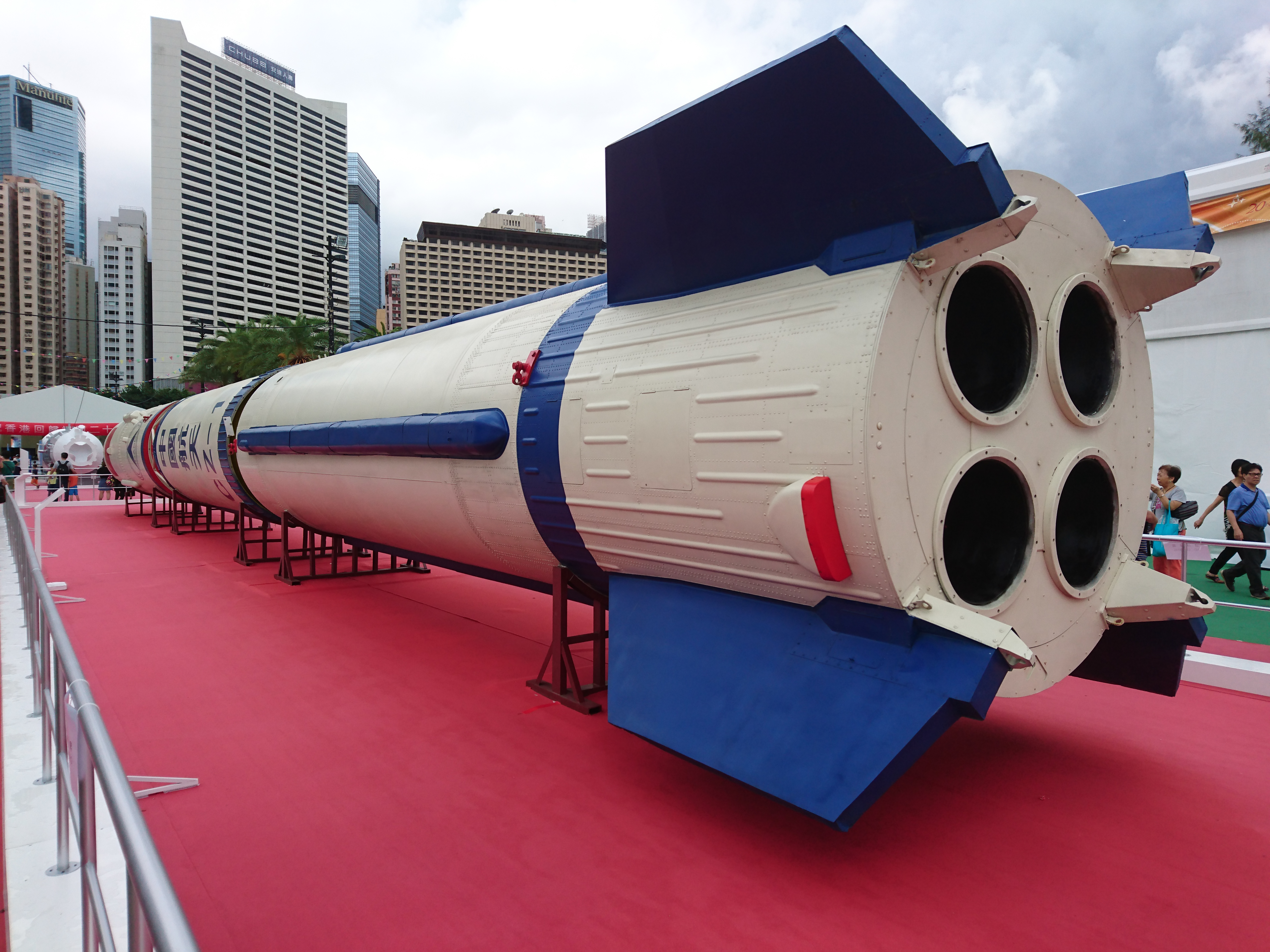
長征一號後半段

2020年起，哈尔滨工业大学校园内的“卧震苍穹”广场展出一枚长征一号运载火箭。

## 发射记录
| 飞行次序           | 火箭 型号 | 火箭序号   | 起飞时间（UTC+8）      | 发射工位                                                                                     | 有效载荷                       | 卫星轨道         | 发射结果 |
| ------------------ | --------- | ---------- | ---------------------- | -------------------------------------------------------------------------------------------- | ------------------------------ | ---------------- | -------- |
| 1                  | 长征一号  | 601904/遙4 | 1970年4月24日 21时35分 | 第20训练基地第一试验部二号发射阵地5020工位 41°18′22″N 100°18′48″E / 41.306140°N 100.313220°E | 东方红一号卫星                 | 近地轨道橢圓軌道 | 成功     |
| 2                  | 长征一号  |            | 1971年3月3日 20时03分  | 第20训练基地第一试验部二号发射阵地5020工位                                                   | 实践一号科学探测与技术试验卫星 | 近地橢圓軌道     | 成功     |
| \| 成功率：100% \| |           |            |                        |                                                                                              |                                |                  |          |
| 成功率：100%       |           |            |                        |                                                                                              |                                |                  |          |

### 数据统计
- 成功
- 计划
- 部分失利
- 失利

## 相关链接
- 中国运载火箭技术研究院